# Polygonum propinquum
Polygonum propinquum är en slideväxtart som beskrevs av Carl Friedrich von Ledebour. Polygonum propinquum ingår i släktet trampörter, och familjen slideväxter. Inga underarter finns listade i Catalogue of Life.